# صراع ثقافي

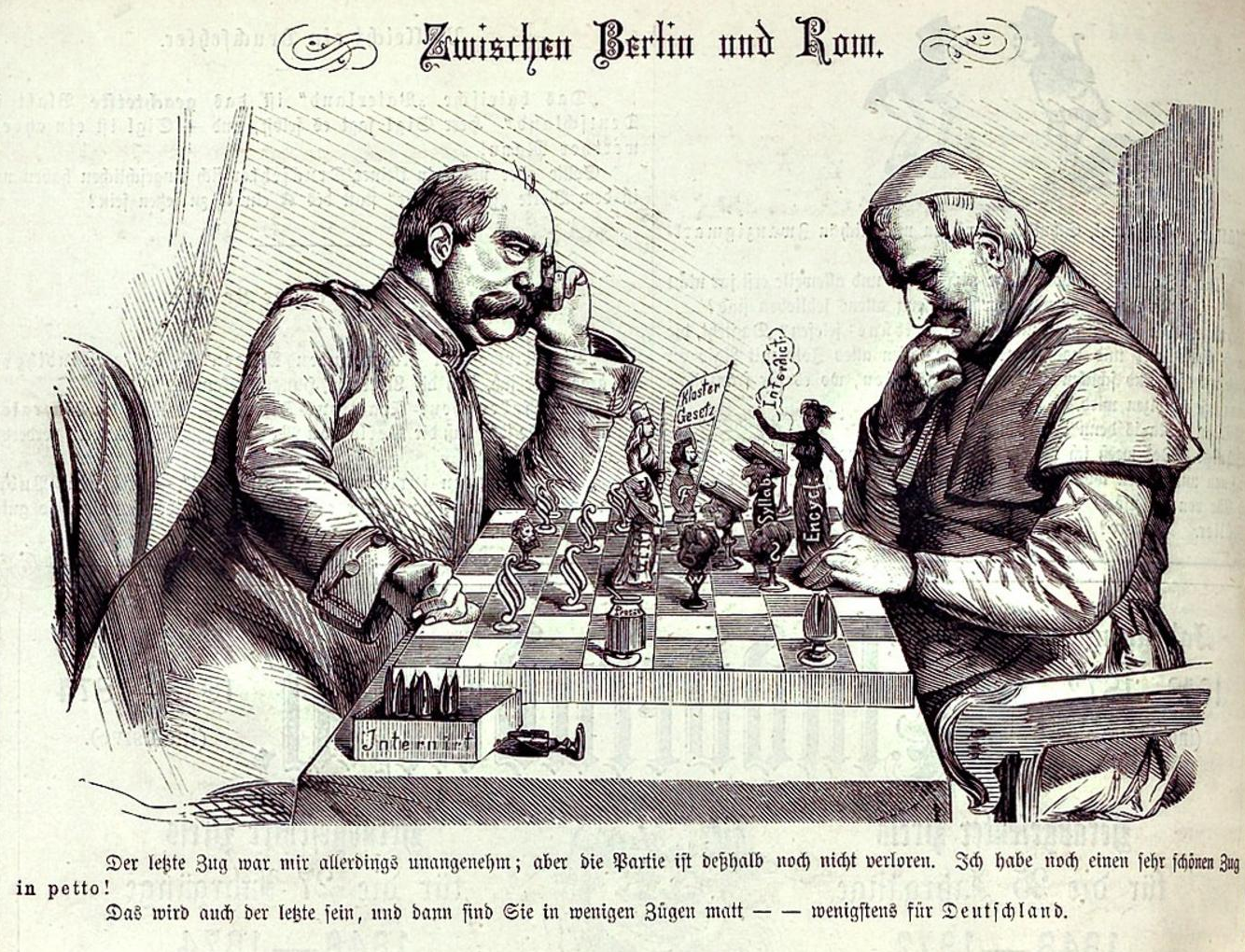

الصراع الثقافي هو نوع من الصراع يحدث عندما تتعارض القيم والمعتقدات الثقافية المختلفة كما توجد تعريفات واسعة وضيقة لهذا المفهوم، وكلاهما استخدم لشرح العنف (بما في ذلك الحرب) والجريمة، سواء على نطاق صغير أو كلي.

## القيم المتضاربة
يعرّف جوناثان إتش تيرنر الصراع الثقافي على أنه صراع ناجم عن «الاختلافات في القيم والمعتقدات الثقافية التي تضع الناس على خلاف مع بعضهم البعض». على المستوى الجزئي، يناقش Alexander Grewe الصراع الثقافي بين الضيوف من مختلف الثقافات والجنسية كما رأينا في المسرحية الهزلية البريطانية 1970، Fawlty Towers. يعرّف هذا الصراع بأنه الصراع الذي يحدث عندما لا يتم تلبية توقعات الناس لسلوك معين يأتي من خلفياتهم الثقافية لأن الآخرين لديهم خلفيات ثقافية مختلفة وتوقعات مختلفة.
يصعب حل النزاعات الثقافية لأن أطراف النزاع لديهم معتقدات مختلفة. فتتفاقم الصراعات الثقافية عندما تنعكس هذه الاختلافات في السياسة، لا سيما على المستوى الكلي. مثال على الصراع الثقافي هو الجدل حول الإجهاض والتطهير العرقي هو مثال متطرف آخر للصراع الثقافي. و يمكن أن تكون الحروب أيضًا نتيجة للصراع الثقافي؛ على سبيل المثال، كانت الآراء المختلفة حول العبودية أحد أسباب الحرب الأهلية الأمريكية.

## الجريمة والانحراف
هناك تعريف أكثر تحديدًا للصراع الثقافي يعود إلى مقال دانييل بيل عام 1962، «الجريمة كأسلوب حياة أمريكي»، ويركز على العواقب الجنائية - التمكينية للصراع في القيم الثقافية.
يعرّفها ويليام كورنبلوم على أنها صراع يحدث عندما تخلق الأعراف المتضاربة «فرصًا للانحراف والمكاسب الإجرامية في الثقافات الفرعية المنحرفة».  يلاحظ كورنبلوم أنه عندما تفرض القوانين قيمًا ثقافية على مجموعة لا تشارك هذه الآراء (غالبًا، هذا هو حال الأغلبية التي تفرض قوانينها على الأقلية)، يتم إنشاء الأسواق غير القانونية التي يوفرها المجرمون للتحايل على تلك القوانين. ويناقش مثال على الحظر في interbellum الولايات المتحدة الأمريكية، وتلاحظ كيف خلق الصراع الثقافي بين الجماعات المؤيدة والمضادة للكحول فرص النشاط غير المشروع؛ مثال آخر مشابه يسرده هو الحرب على المخدرات.
يصنف كورنبلوم أيضًا الصراع الثقافي باعتباره أحد الأنواع الرئيسية لنظرية الصراع.  في كتابه "صراع الحضارات" ، يقترح صمويل ب. هنتنغتون أن الهويات الثقافية والدينية للناس ستكون المصدر الأساسي للصراع في عالم ما بعد الحرب الباردة.

## التأثير والتفاهم
تصف ميشيل لوبارون الثقافات المختلفة بأنها «أنهار جوفية تمر عبر حياتنا وعلاقاتنا، وتعطينا رسائل تشكل تصوراتنا وإسناداتنا وأحكامنا وأفكارنا عن الذات والآخر.»  وتقول إن الرسائل الثقافية «تشكل مفاهيمنا» عندما يكون شخصان أو أكثر حاضرين فيما يتعلق بالعلاقات والصراع والسلام. يناقش LeBaron تأثير الثقافة على أنها قوية و«غير واعية، تؤثر على الصراع ومحاولات لحل النزاع بطرق غير محسوسة». وتقول إن تأثير الثقافة هائل، يؤثر على «الاسم والإطار واللوم ومحاولة ترويض النزاعات». بسبب التأثير الهائل للثقافة علينا، يرى ليبارون أنه من المهم شرح «مضاعفات الصراع»:
- أولاً، «الثقافة متعددة الطبقات»، مما يعني أن «ما تراه على السطح قد يخفي الاختلافات تحت السطح.»
- ثانيًا، «الثقافة في حالة تغير مستمر»، بمعنى أن «المجموعات الثقافية تتكيف بطرق ديناميكية وأحيانًا لا يمكن التنبؤ بها.»
- ثالثًا، «الثقافة مرنة»، بمعنى أن فردًا واحدًا من مجموعة ثقافية قد لا يشارك في معايير الثقافة.
- أخيرًا، «الثقافة تحت السطح إلى حد كبير»، مما يعني أنه ليس من السهل الوصول إلى المستويات الأعمق للثقافة ومعانيها.